# Alejandro Marque
Alejandro Manuel Marque Porto (* 23. Oktober 1981 in Pontevedra) ist ein spanischer Radsportler, der im Straßenradsport aktiv ist.

## Sportliche Laufbahn
Alejandro Marque begann seine Karriere 2004 bei der portugiesischen Mannschaft Carvalhelhos-Boavista. Seinen ersten Erfolg in einem internationalen Rennen feierte Marque 2012 bei der Vuelta a Asturias mit einem Etappensieg. Im nächsten Jahr gewann er das Einzelzeitfahren und die Gesamtwertung der Volta a Portugal. Eine positive Dopingkontrolle auf Betamethason führte nicht zu einer Disqualifikation, da Marque seine Unschuld beweisen konnte. Ein bereits für das Jahr 2014 abgeschlossener Vertrag mit dem Movistar Team wurde gleichwohl außer Vollzug gesetzt. Im Jahr 2018 gewann er die Gesamtwertung der Gesamtwertung Tour of China II.

## Erfolge
2012
- eine Etappe Vuelta a Asturias
- eine Etappe Volta a Portugal

2013
- Gesamtwertung und eine Etappe Volta a Portugal

2018
- Gesamtwertung Tour of China II

2021
- eine Etappe Volta a Portugal

## Teams
- 2004 Carvalhelhos-Boavista
- 2005 Carvalhelhos-Boavista
- 2006 Imoholding-Jardim Hotel Loulé
- 2007 Madeinox-Bric-Loulé
- 2008 Palmeiras Resort-Tavira
- 2009 Palmeiras Resort/Prio
- 2010 Palmeiras Resort-Tavira
- 2011 Onda
- 2012 Carmim-Prio
- 2013 OFM-Quinta da Lixa
- 2015 Efapel-Glassdrive
- 2016 LA Aluminios-Antarte
- 2017 Sporting/Tavira
- 2018 Sporting/Tavira
- 2019 Sporting/Tavira
- 2020 Atum general/Tavira/Maria Nova Hotel
- 2021 Atum general/Tavira/Maria Nova Hotel